# یواس‌اس براکت (دی‌ئی-۴۱)
یواس‌اس براکت (دی‌ئی-۴۱) (به انگلیسی: USS Brackett (DE-41)) یک کشتی بود که طول آن ۲۸۹ فوت ۵ اینچ (۸۸٫۲۱ متر) بود. این کشتی در سال ۱۹۴۳ ساخته شد.